# 切爾韋尼卡門城堡

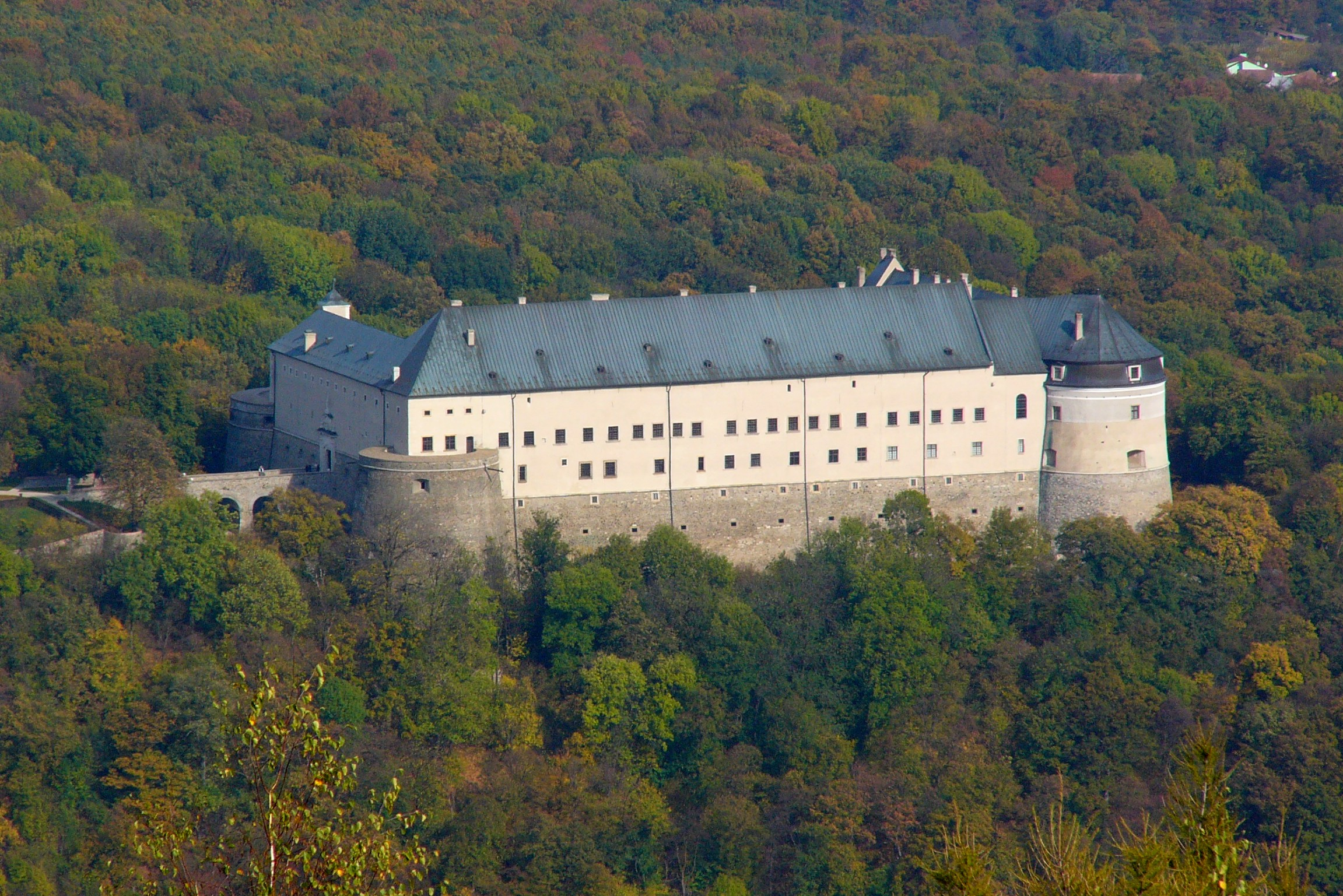
红石城堡

红石城堡是一座位於斯洛伐克西南部小喀爾巴阡山脈的城堡。這座城堡修建於13世紀，是匈牙利邊防工程的一部分。在歷史上這座城堡多次被大火毀壞，但都得到重建。

## 外部連結
- Červený Kameň Museum （页面存档备份，存于） at SlovakNationalMuseum.sk
- Červený Kameň at slovakheritage.org

48°23′30″N 17°20′07″E / 48.39167°N 17.33528°E